# Regensburger Bibliotheksverbund
Der Regensburger Bibliotheksverbund (RBV) ist ein Zusammenschluss von über 20 Regensburger Bibliotheken und Archiven. Ziel ist die Bündelung der Informationen über Aktivitäten und Dienste der Partner sowie eine gemeinsame Öffentlichkeitsarbeit und die Zusammenarbeit mit anderen kulturellen und wissenschaftlichen Einrichtungen in der Region Regensburg. Der Bibliotheksverbund steht allen Bibliotheken, Archiven und Einrichtungen des Dokumentationswesen der Stadt und Region offen.

## Geschichte
Der Verbund wurde im November 2009 in einer konstituierenden Sitzung an der Universitätsbibliothek Regensburg gegründet, wo er auch institutionell angegliedert ist. Im März 2010 wurde das Internetportal des Bibliotheksverbundes vorgestellt. Im April 2010 fand unter dem Motto „Entdecken Sie den Lernort Bibliothek“ eine Infomesse mit Festprogramm statt.
2012 erschien die erste Informationsbroschüre „Bibliotheken in Regensburg“, in der sich die Mitglieder des Regensburger Bibliotheksverbunds vorstellen. 2017 wurde eine erweiterte und aktualisierte Neuauflage der Broschüre mit dem Titel „Bibliotheken & Archive in und um Regensburg“ veröffentlicht. 
Anlässlich zum Europäischen Kulturerbejahr „Sharing Heritage“ 2018 organisierte der Regensburger Bibliotheksverbund die gemeinsame Ausstellungsreihe „Was soll bleiben? Die Vielfalt der kulturellen Überlieferung“ mit zahlreichen Ausstellungen, Führungen und Aktionstagen. 
Das 10-jährige Bestehen 2019 feiert der Regensburger Bibliotheksverbund mit der Ausstellung „MEHR … WISSEN – 10 Jahre RBV“, bei der die Archive und Bibliotheken ihre Bestände oder spezielle Service- und Tätigkeitsschwerpunkte präsentieren.

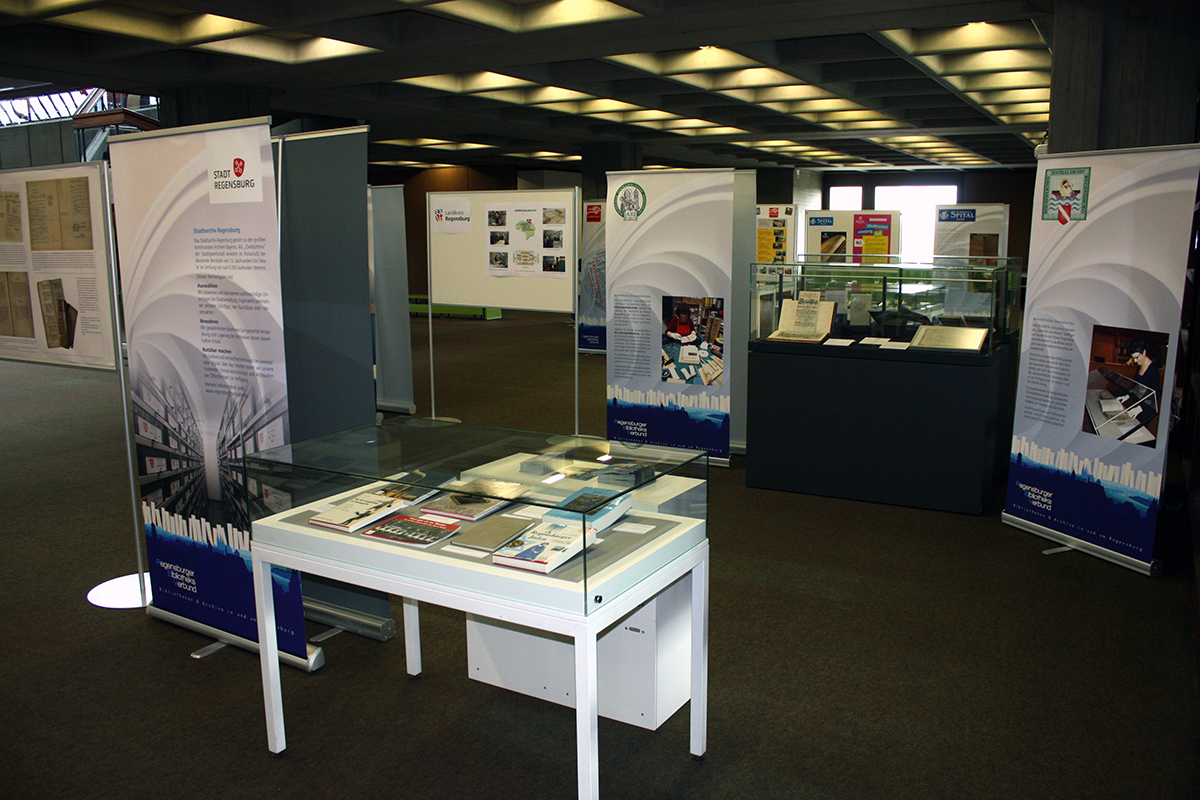
Ausstellung "Mehr ... Wissen - 10 Jahre RBV"
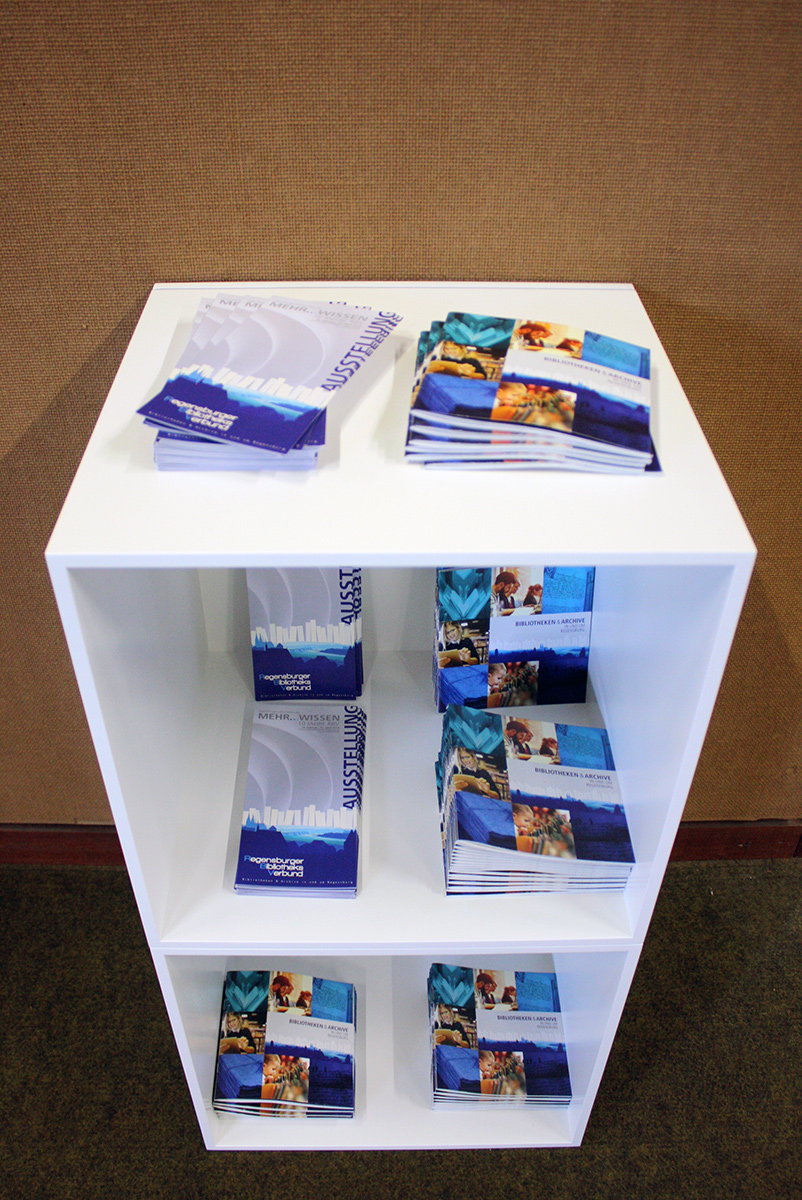
Flyer und Broschüre des Regensburger Bibliotheksverbundes

## Mitglieder

### Hochschuleinrichtungen
- Universitätsbibliothek Regensburg
- Universitätsarchiv der Universität Regensburg
- Hochschulbibliothek der Hochschule Regensburg
- Hochschule für Katholische Kirchenmusik und Musikpädagogik Regensburg

### Kirchliche Einrichtungen
- Bischöfliche Zentralbibliothek und Bischöfliches Zentralarchiv Regensburg
- Diözesanstelle des Sankt Michaelsbundes
- Institut Papst Benedikt XVI.

### Einrichtungen imWissenschaftszentrum Ost- und Südosteuropa Regensburg
- Institut für Ostrecht
- Leibniz-Institut für Ost- und Südosteuropaforschung
- Ungarisches Institut

### Museen und Archive
- Bibliothek des Kunstforum Ostdeutsche Galerie
- Stadtarchiv Regensburg
- Fürst Thurn und Taxis Hofbibliothek und Zentralarchiv
- Bibliothek der Museen der Stadt Regensburg
- Archiv des St. Katharinenspitals Regensburg
- Oberpfälzer Volksmusikarchiv
- Kommunalarchive im Landkreis Regensburg

### Weitere Bibliotheken und bibliothekarische Einrichtungen
- Landesfachstelle für das öffentliche Bibliothekswesen der Bayerischen Staatsbibliothek
- Staatliche Bibliothek Regensburg
- Stadtbücherei Regensburg
- Sudetendeutsches Musikinstitut Regensburg
- Bibliothek der Kultur- und Heimatpflege des Bezirks Oberpfalz

### VerbändeundVereine
- Archiv und Bibliothek des Historischen Vereins für Oberpfalz und Regensburg
- Zweckverband Bayerische Musikakademie (Musikakademie Alteglofsheim)
- Verein für Archivpflege im Landkreis Regensburg

## Internetportal
Das Internetportal des Bibliotheksverbundes soll die Medien- und Dienstleistungsangebote seiner Bibliotheken und Archive bündeln. Eine interaktive Karte zeigt via Google Maps die Regensburger Bibliothekslandschaft. Lehrkräften und Schülern wird durch die Initiative „Regensburger Bibliotheken für Schulen“ wichtige Kompetenzen im Umgang mit Literatur, neuen Medien und Bibliotheken vermittelt.